# SN 2005fm
SN 2005fm – supernowa typu Ia odkryta 13 września 2005 roku w galaktyce A204810-0110. W momencie odkrycia miała maksymalną jasność 20,50m.